# Chamyris
Chamyris là một chi bướm đêm thuộc họ Noctuidae.